# Ranyi
Ranyi (kinesiska: 冉义镇, 冉义) är en köping i Kina. Den ligger i provinsen Sichuan, i den sydvästra delen av landet, omkring 46 kilometer sydväst om provinshuvudstaden Chengdu. Antalet invånare är 25 093. Befolkningen består av 12 818 kvinnor och 12 275 män. Barn under 15 år utgör 12,0 %, vuxna 15-64 år 74 %, och äldre över 65 år 13,0 %.
Genomsnittlig årsnederbörd är 1 367 millimeter. Den regnigaste månaden är juli, med i genomsnitt 383 mm nederbörd, och den torraste är januari, med 12 mm nederbörd.